# Abbazia di Downside
L'abbazia di Downside appartiene alla congregazione benedettina d'Inghilterra e sorge a Stratton-on-the-Fosse, nel Somerset.

Le origini dell'abbazia risalgono alla comunità benedettina inglese fondata nel 1607 a Douai, nei Paesi Bassi spagnoli, intitolata a san Gregorio magno e a sant'Agostino di Canterbury. Organizzatore e primo priore dei benedettini di Douai fu il gallese John Roberts, che vi accolse numerosi monaci inglesi che si erano rifugiati tra i benedettini della congregazione di Valladolid dopo la dissoluzione dei monasteri inglesi. Il loro primo monastero fu costruito dall'abate di San Vedasto di Arras nel 1611.

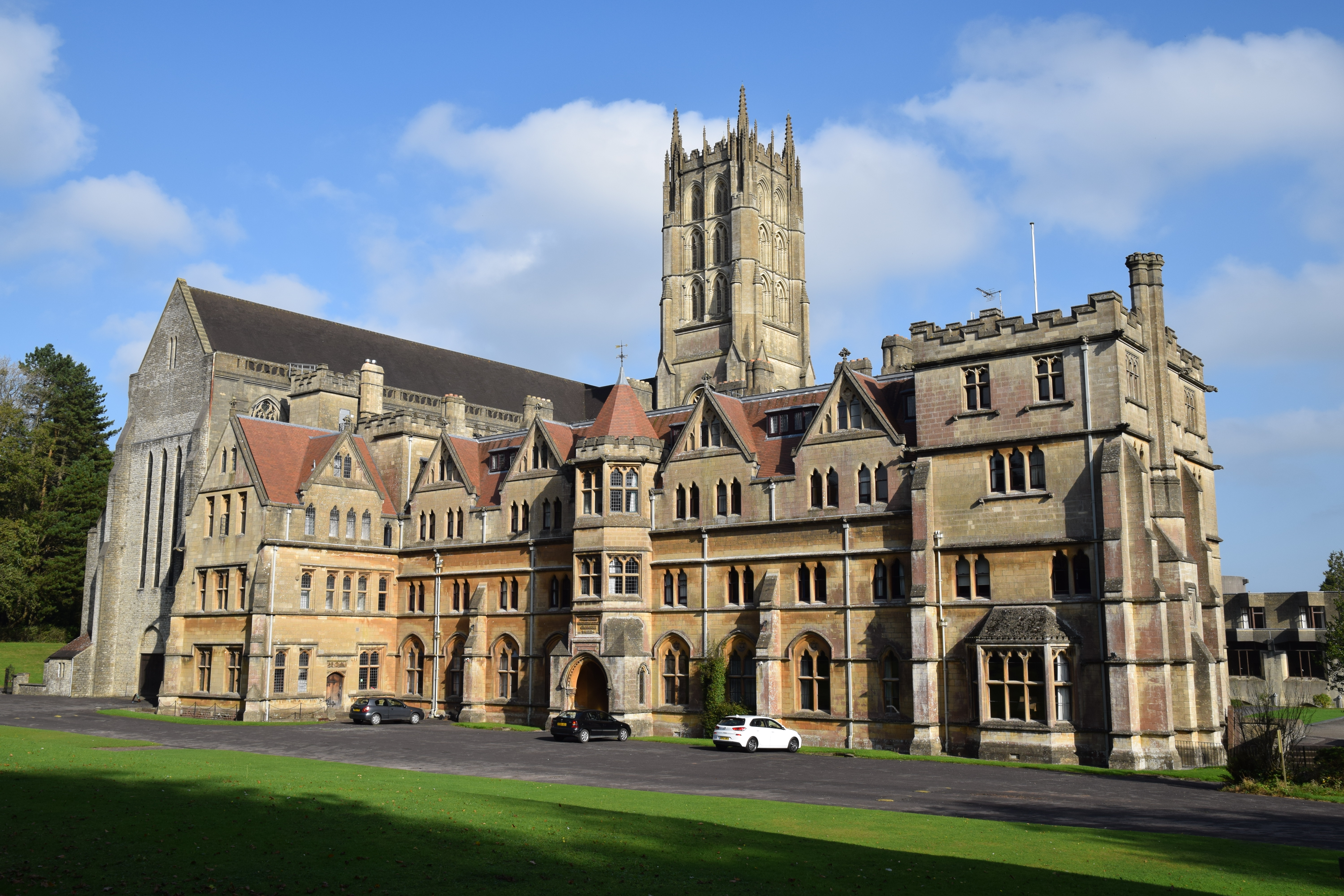
L'abbazia di Downside

Douai divenne punto di partenza per numerose missioni clandestine in Inghilterra: due monaci, Ambrose Barlow e lo stesso John Roberts, furono scoperti e giustiziati (sono tra i quaranta martiri d'Inghilterra e Galles canonizzati da papa Paolo VI nel 1970).
Dopo l'invasione francese delle Fiandre, i benedettini inglesi furono espulsi e vennero riaccolti in Inghilterra: la comunità fu ospitata per alcuni anni ad Acton Burnell, nel Shropshire, e nel 1814 si stabilì a Downside, nel Somerset.
La costruzione del monastero, in stile gotico, fu completata nel 1876 e nel 1899 fu elevato ad abbazia.
La chiesa abbaziale, insignita del titolo e della dignità di basilica minore il 10 aprile 1935, conserva le reliquie di sant'Oliver Plunkett.